# Bookerly
Bookerly — шрифт с засечками, разработанный Dalton Maag как эксклюзивный шрифт для электронных книг и приложений Amazon Kindle. В сочетании с новым движком типографского набора Amazon.com утверждает, что шрифт помогает пользователю «читать быстрее с меньшим напряжением зрения». Шрифт дополнен лигатурами и кернинг-парами.
Bookerly заменил Caecilia в качестве шрифта по умолчанию для Kindle Paperwhite 2015 года (3-го поколения) и будет использоваться в будущих электронных устройствах Amazon. Добавлен во многие старые устройства Kindle с помощью обновлений прошивки.